# ハンバッ大学校
国立ハンバッ大学校（こくりつハンバッだいがっこう、朝鮮語: 국립한밭대학교、英語: Hanbat National University）は、大韓民国大田広域市儒城区にある国立大学。
校名の 「ハンバッ」 （한밭）は大田広域市の古名である。

## 沿革
- 1927年 - 洪城公立工業専修学校として開校。
- 1935年 - 大田公立工業専修学校と改称。
- 1944年 - 大田公立工業中学校と改称。
- 1951年 - 大田工業高等学校と改称。
- 1963年 - 大田工業高等専門学校と改称。
- 1974年 - 大田工業専門学校と改称。
- 1979年 - 大田工業専門大学と改称。
- 1984年 - 大田開放大学と改称（4年制となる）。
- 1988年 - 大田工業大学と改称。
- 1990年 - 産業大学院を設置。
- 1993年 - 大田産業大学校と改称。
- 2000年4月 - 儒城キャンパス（現・儒城徳明キャンパス）に移転。
- 2001年3月 - ハンバッ大学校と改称。情報通信大学院を設置。
- 2005年3月 - 創業経営大学院を設置。
- 2009年 - 大徳キャンパスを設置。
- 2012年 - 一般大学に転換。一般大学院開設。
- 2023年11月 - 国立ハンバッ大学校と改称[1]。

## 設置大学
- 工科大学
  - 機械工学部
  - 新素材工学部
  - 化学生命工学科
  - 産業経営工学科
  - 設備工学科
  - 創意融合工学科
  - 産学融合学部

- 情報技術大学
  - 電気工学科
  - 電子工学科
  - コンピュータ工学科
  - 情報通信工学科
  - モバイル融合工学科
  - 人工知能ソフトウェア学科
  - 知能メディア工学科

- 建設環境造形大学
  - 建設環境工学科
  - 都市工学科
  - 建築工学科
  - 建築学科（5年制）
  - 視覚・映像デザイン学科
  - 産業デザイン学科

- 人文社会大学
  - 英語英文学科
  - 中国語科
  - 日本語科
  - 公共行政学科

- 経商大学
  - 経済学科
  - 融合経営学科
  - 会計学科
  - 経営会計学科

- 未来産業融合大学
  - 機械素材融合システム工学科
  - 融合技術学科
  - 電気システム工学科
  - 生産経営工学科
  - 会計税務不動産学科
  - 統合水管理学科
  - 創業経営学科
  - 協同組合金融学科
  - スポーツ健康科学科
  - 農漁村水資源管理学科
  - 融合建設システム学科
  - 生活デザイン学科
  - 応用ソフトウェア学科

- ノマドカレッジ
  - 基礎科学部
  - 人文教養学部
  - 多重専攻学部

## 大学院
- 一般大学院
- ソフトウェア融合大学院
- 産業大学院
- 創業経営大学院